# Puccinellia elata
Puccinellia elata är en gräsart som först beskrevs av Holmb., och fick sitt nu gällande namn av Holmb. Puccinellia elata ingår i släktet saltgrässläktet, och familjen gräs. Inga underarter finns listade i Catalogue of Life.